# 11121 Malpighi
11121 Malpighi este un asteroid din centura principală de asteroizi.

## Descriere
11121 Malpighi este un asteroid din centura principală de asteroizi. A fost descoperit pe 10 septembrie 1996 la Pianoro de Vittorio Goretti. Asteroidul prezintă o orbită caracterizată de o semiaxă mare de 2,20 ua, o excentricitate de 0,15 și o înclinație de 3,4° în raport cu ecliptica.